# История почты и почтовых марок Тувалу
История почты и почтовых марок Тувалу, островного государства в центральной тропической части Тихого океана на полпути между Гавайями и Австралией, условно включает следующие этапы:
- период, когда территория Тувалу находилась под протекторатом и колониальной зависимостью от Великобритании в составе островов Гилберта и Эллис (по 1975 год),
- период в составе колонии Тувалу (1 января 1976—1978), когда для островов Тувалу, ранее называвшиеся островами Эллис, стали издавать собственные почтовые марки с новым названием государства[1][2], и
- период после провозглашения независимости Тувалу (с 1 октября 1978 года).

Республика Тувалу является членом Всемирного почтового союза (ВПС; с 1981).

## Развитие почты

Марка Тувалу (1986), посвящённая чемпионам мира по шахматам Фишеру и Карпову(Sc #352a)

Развитие почтовой связи в Тувалу в прошлом предопределялось тем, что его территория ранее входила в состав принадлежавших Великобритании островов Эллис. Последние были частью островов Гилберта и Эллис.
В 1976 году острова Эллис были административно отделены от островов Гилберта и переименованы в острова Тувалу. Почтовая служба стала автономной, а затем и полностью самостоятельной, после того как разделённые острова Гилберта и Эллис, называемые теперь Кирибати и Тувалу, обрели независимость от Великобритании — соответственно в 1978 году (Тувалу) и в 1979 году (Кирибати).

## Выпуски почтовых марок

### Первые марки
Первыми собственными почтовыми марками островов Тувалу с новым названием государства стали марки островов Гилберта и Эллис, эмитированные 1 января 1976 года. Они имели надпечатку «Tuvalu» («Тувалу») и прямоугольную запечатку прежнего названия колонии[≡].

## Коллекционирование
Любители почтовых марок Тувалу объединяются в Филателистическое общество Кирибати и Тувалу (Kiribati and Tuvalu Philatelic Society, сокращённо KTPS). Оно располагается в Англии по адресу:

KTPS Secretary, 88 Stoneleigh Avenue, Worcester Park, Surrey, KT4 8XY, U. K.